# Sergej Gricevec
Sergej Ivanovič Gricevec (in russo Сергей Иванович Грицевец?; Borovocy, 19 luglio 1909, 6 luglio del calendario giuliano – Bolbasovo, 16 settembre 1939) è stato un aviatore sovietico e asso dell'aviazione con numerosi abbattimenti accreditategli; per tali meriti è stato insignito per due volte del titolo di eroe dell'Unione Sovietica, due volte dell'Ordine della Bandiera rossa e una volta dell'Ordine di Lenin.

## Biografia

### Primi anni
Gricevec nacque a Borovocy (odierna Baraŭcy), il 19 luglio 1909 (il 6 luglio del calendario giuliano all’epoca ancora in vigore nel Paese) nel governatorato di Minsk (ora borgata di Baranavičy, nella regione di Brest in Bielorussia) da una famiglia di contadini bielorussi prima della formazione dell'Unione Sovietica. Nel 1914 la sua famiglia si trasferì nel villaggio di Šumicha, nell'Oblast' di Kurgan, a causa dell'inizio della Prima guerra mondiale. Qui, dopo aver completato la 7ª classe nel 1927, iniziò a lavorare in una stazione ferroviaria ma poco dopo si trasferì a Zlatoust, nell’oblast' di Čeljabinsk, per frequentare la scuola di legge e lavorare come meccanico. Nel 1931 entrò nell'esercito e nello stesso anno si iscrisse al partito comunista.

### Gli inizi in aeronautica
Dopo essersi diplomato alla 3ª Scuola militare per piloti e osservatori (3-я военная школа летчиков и летчиков-наблюдателей) di Orenburg nel settembre 1932, Gricevec fu assegnato alla 3ª Squadriglia della 5ª Brigata aerea. Nel dicembre 1933 fu promosso comandante di squadriglia (командир звена) della 1ª Squadriglia caccia "V.I. Lenin"; la squadriglia era originariamente basata a Krasnogvardejsk, ma fu trasferita a Bočkarëvo nel 1934. L'anno successivo guidò una formazione di sei I-16 sulla rotta Bočkarëvo - Chabarovsk - Spassk-Dal'nij, registrando un nuovo primato di tempo per la tratta, volando per tre ore e dieci minuti. Nel luglio 1936 fu inviato alla 8ª Scuola militare di pilotaggio di Odessa (8-я военная школа летчиков) per frequentare i corsi di combattimento e, dopo averli completati, lavorò come istruttore di volo per i piloti che sarebbero stati inviati in Spagna.

### Guerra civile spagnola
Dal giugno a ottobre 1938 Gricevec fu dislocato in Spagna come comandante della 5ª Squadriglia caccia nell'ambito dell'assistenza dell'Unione Sovietica alle Forze aeree repubblicane spagnole. Nel corso del conflitto accumulò 115 ore di volo in combattimento, effettuò 88 sortite, partecipò a 42 duelli aerei, ottenne undici vittorie condivise e almeno una vittoria da solista; le fonti però differiscono ampiamente sul numero di vittorie ottenute in Spagna. Alcune di esse gli attribuiscono una sola vittoria da solista, altre invece indicano sei o sette vittorie, altre ancora una trentina. Tuttavia, per le sue azioni in Spagna Gricevec fu insignito del titolo di Eroe dell'Unione Sovietica il 22 febbraio 1939, sebbene le pubblicazioni ufficiali non menzionassero nulla della sua partecipazione alla guerra civile ma si limitassero a descriverlo come tale in quanto la partecipazione sovietica a quel conflitto rimaneva classificata al momento dell'assegnazione dell'onorificenza.

### Khalkhin Gol
Poco dopo il ritorno in Unione Sovietica dalla Spagna, Gricevec fu inviato in Mongolia per comandare un reggimento dell'aviazione da caccia colà stanziato. Molti altri piloti sovietici esperti, tra cui Grigorij Kravčenko, Jakov Smuškevič e Sergej Denisov, furono inviati a Khalkhin Gol per fornire assistenza all'aviazione dell'Esercito Popolare Mongolo, che era stata paralizzata dagli arresti dell'NKVD e decimata dall'aviazione giapponese. Inizialmente avrebbe dovuto comandare l'8º Reggimento aviazione da caccia, ma al suo arrivo fu invece messo a capo di una squadriglia del 70º Reggimento che utilizzava I-153 e I-16.
Il 26 giugno 1939, durante una missione con un I-16, Gricevec salvò Vjačeslav Zabaluev che era stato abbattuto 60 km dietro le linee nemiche; Gricevec riuscì ad atterrare nella steppa con il suo caccia vicino al relitto dell'aereo di Zabaluev, prendendolo a bordo per poi tornare in territorio sicuro. Durante la battaglia Gricevec effettuò un totale di 138 sortite, registrando diversi abbattimenti condivisi con la propria unità e abbattendo personalmente tre aerei giapponesi. Il 29 agosto 1939 fu nuovamente insignito del titolo di Eroe dell'Unione Sovietica. facendo di lui, assieme a Grigorij Kravčenko, uno dei primi a ricevere due volte tale riconoscimento.

### Morte
L'11 settembre 1939 Gricevec e altri piloti insigniti del titolo di Eroe dell'Unione Sovietica per le azioni compiute nella battaglia di Khalkhin Gol decollarono dalla Mongolia alla volta di Mosca. Durante il tragitto fecero tappa a Ulan Bator, dove furono accolti da Horloogijn Čojbalsan. All'arrivo a Mosca fu posto al comando della 58ª Brigata aerea dell'aviazione da caccia, per cui il 16 settembre 1939 decollò alla volta del campo d'aviazione di Bolbasovo (od. Balbasava, nei pressi di Orša, in Bielorussia), dove si trovava l'unità in preparazione all'invasione della Polonia. Quella sera morì al tramonto per una collisione in pista con il maggiore Pëtr Chara mentre atterravano entrambi con i loro I-16 in condizioni di scarsa visibilità. Chara sopravvisse, ma rimase gravemente ferito ed ebbe la carriera fortemente compromessa.

### Conteggio finale degli abbattimenti
Tra gli storici non c'è consenso sul numero esatto di abbattimenti ottenuti da Gricevec. Molte fonti sovietiche e russe arrivano ad attribuirgli oltre 40 successi anche se la maggior parte dei moderni ricercatori dubita di questa cifra e ritiene molto più probabile che si tratti del numero di abbattimenti complessivi ottenuti dall'intera unità. 
Michail Maslov gli attribuisce un totale di 20 vittorie in solitaria - una in Cina, sette in Spagna e il resto a Chalchin Gol; tuttavia, nessun'altra fonte indica che Gricevec sia stato in Cina prima di andare in Spagna.
Gli storici russi Andrej Simonov e Nikolaj Bodrichin, nonostante si siano cimentati nella ricerca di documenti ufficiali che confermassero le vittorie aeree di Gricevec, hanno scoperto che non ve ne fossero in grado di confermare gli abbattimenti individuali in Spagna dal momento che erano registrate soltanto le vittorie collettive della sua squadriglia; i due hanno quindi stimato che avesse 4 vittorie da solista e 13 vittorie di gruppo in totale, oppure un totale di 30 vittorie complessive, incluse 6 vittorie da solista e 11 vittorie di gruppo in Spagna.